# Jean-Pierre Bissardon
Jean-Pierre Bissardon est un homme politique français né le 7 novembre 1764 à Lyon (Rhône) et décédé le 23 septembre 1816 au même lieu.
Fils d'un fabricant de soiries, il est négociant et député du Rhône en 1815, pendant les Cent-Jours.

## Sources
- « Jean-Pierre Bissardon », dans Adolphe Robert et Gaston Cougny, Dictionnaire des parlementaires français, Edgar Bourloton, 1889-1891 [détail de l’édition]